# Пожар на складе боеприпасов в Балаклее
Пожар на складе боеприпасов в Балаклее начался около 3 часов ночи 23 марта 2017 года и вызвал детонацию боеприпасов на военном складе в городе Балаклея, Харьковской области Украины.

## Ход событий
Информация о возгорании на территории 65-го арсенала Центрального ракетно-артиллерийского управления вооружённых сил Украины поступила в Государственную службу по чрезвычайным ситуациям в 2:56 23 марта. Пожаром охвачено несколько площадок хранения танковых артиллерийских снарядов калибра 125 и 152 мм, огонь распространился примерно на треть территории базы, площадь которой составляет 368 га. Вокруг зоны пожара был организован 7-километровый рубеж, зона в радиусе 50 км объявлена чрезвычайной зоной. К ликвидации последствий пожара привлечено более 500 человек и 150 единиц техники, в том числе 330 пожарных и 55 пожарных автомобилей, а также противопожарные танки. В министерстве обороны Украины сообщили, что по состоянию на 13 часов пожар распространился дальше, охватив новые площади на территории базы; позже премьер-министр Украины В. Гройсман сообщил, что в огне остаётся примерно половина базы.
Из-за пожара началась эвакуация населения города и прилегающих к военным складам сёл. Так, из Балаклеи было эвакуировано более 16 тысяч человек, из села Вербовка, села Пришиб — 2700 человек, из села Яковенкове села Волохов Яр — 806 человек, а всего из города и окрестностей было эвакуировано более 36 000 человек в радиусе 10 километров.
Были повреждены 265 зданий, из которых: 231 жилой дом (114 частных и 117 многоквартирных), 22 объекта инфраструктуры и промышленности, 12 объектов социальной сферы.
В результате пожара было остановлено железнодорожное движение через станцию Балаклея, вокруг города перекрыты автотрассы, в радиусе 50 км вокруг эпицентра пожара закрыто небо для самолётов, Харьковгаз перекрыл газоснабжение города.
В ходе разминирования по состоянию на 26 марта было изъято более тысячи взрывоопасных предметов.
Основной причиной возникновения пожара украинские власти называли диверсию.

25 апреля 2020 года Временная следственная комиссия предоставила отчёт о том, что причиной первых взрывов на технической территории 65-го арсенала ГРАУ ВСУ в городе Балаклея был подрыв места открытого хранения боеприпасов путём взрыва заглублённых в грунт взрывчатых веществ.